# Sapintus caudatus
Sapintus caudatus är en skalbaggsart som beskrevs av Werner 1962. Sapintus caudatus ingår i släktet Sapintus och familjen kvickbaggar. Inga underarter finns listade i Catalogue of Life.